# Шишкино (Вачский район)
Ши́шкино — деревня в Вачском районе Нижегородской области. Входит в состав Филинского сельсовета. Находится на автодороге Р125 Муром — Нижний Новгород в двух км от Филинского.

## История
Деревня впервые упоминается в окладных книгах 1676 года в составе Кубовского прихода, в ней было 5 дворов крестьянских.
В 1840-х — 1850-х годах деревня входила в состав владений князя Сергея Григорьевича Голицына.
В конце XIX — начале XX века деревня входила в состав Новосельской волости Муромского уезда Владимирской губернии. В 1859 году в деревне числилось 19 дворов, в 1905 году — 27 дворов, в 1926 году — 49 дворов.
С 1929 года деревня входила в состав Фофановского сельсовета Вачского района Горьковского края, с 1931 года — в составе Филинского сельсовета, с 1936 года — в составе Горьковской области.
В Шишкино есть стационарная телефонная связь, в нём также установлен «красный» таксофон с номером (83173) 72-158.

## Население
| 1859 | 1905 | 1926 | 1999 | 2002 | 2010 |
| ---- | ---- | ---- | ---- | ---- | ---- |
| 148  | ↘137 | ↗259 | ↘50  | ↗55  | ↘31  |